# Rebecca Miano
Rebecca Miano là một luật sư và giám đốc điều hành người Kenya, kể từ tháng 11 năm 2017, bà đã từng là giám đốc điều hành của Công ty Điện lực Kenya, nhà sản xuất điện lớn nhất ở quốc gia này. Bà được bổ nhiệm chức vụ này vào ngày 1 tháng 11 năm 2017, sau khi đã phục vụ với tư cách quyền giám đốc điều hành từ ngày 25 tháng 8 năm 2015.

## Bối cảnh và giáo dục
Bà có bằng cử nhân luật từ trường đại học Nairobi và theo học chương trình đào tạo tại trường luật Kenya. Bà cũng có bằng Thạc sĩ Luật về Luật so sánh của Đại học Úc.

## Nghề nghiệp
Rebecca Miano đầu tiên làm việc tại một công ty luật có trụ sở tại Nairobi, "Musyoka Annan & Company Advocates". Sau đó, bà làm việc tại "Slater and Gordon", một hãng luật ở Queensland, Úc.
Năm 1998, bà gia nhập Công ty Điện lực Kenya (KenGen), với vai trò là một viên chức pháp lý cao cấp. Theo thời gian, bà đã được thăng tiến để trở thành thư ký trợ lý công ty. Tại thời điểm thăng cấp của bà lên vị trí Quyền Giám đốc điều hành, vào tháng 8 năm 2017, bà là Giám đốc Pháp lý và Thư ký Công ty tại KenGen, giữ cả hai chức trên kể từ năm 2008.
Vào tháng 11 năm 2017, bà đã đánh bại 90 ứng viên khác và được bổ nhiệm làm vị trí hiện tại của mình, thay thế Albert Mugo, người đã nghỉ hưu sau khi đến 60 tuổi và phải nghỉ hưu bắt buộc.

## Những ý kiến khác
Miano là nữ giám đốc điều hành đầu tiên tại KenGen. Tính đến tháng 11 năm 2017, bà là một trong hai phụ nữ duy nhất ở Kenya dẫn đầu một công ty di sản, người phụ nữ duy nhất khác là MaryJane Mwangi, Giám đốc điều hành của Tổng công ty dầu mỏ quốc gia Kenya.
Bà là thành viên của Hiệp hội Luật sư Kenya, và là thành viên của Viện Thư ký Công chứng Kenya. Năm 2010, bà được trao Huân chương Chiến binh Lớn của Kenya (OGW), cho các đóng góp của bà.